# Лабінот Гарбузі
Лабінот Гарбузі (швед. Labinot Harbuzi, 4 квітня 1986, Лунд — 11 жовтня 2018, Мальме) — шведський футболіст косовського походження, що грав на позиції півзахисника. Виступав, зокрема, за клуб «Мальме», а також молодіжну збірну Швеції.

## Клубна кар'єра
Народився 4 квітня 1986 року в місті Лунд. Розпочав займатись футболом на батьківщині, а у віці 15 років підписав контракт з голландським клубом «Феєнорд», де також став виступати за молодіжну команду, так і не пробившись до основної команди. Крім того у сезоні 2004/05 років Гарбузі грав в оренді у клубі другого дивізіону «Ексельсіор» (Роттердам), за який він зіграв дев'ять матчів чемпіонату.
На початку 2006 року Гарбузі повернувся до Швеції і став гравцем «Мальме». Він дебютував за команду у Аллсвенскан 28 серпня 2006 року в домашньому матчі проти Örgryte IS з рахунком 4:2
Своєю грою за останню команду привернув увагу представників тренерського штабу клубу «Мальме», до складу якого приєднався 2006 року. Відіграв за команду з Мальме наступні три сезони своєї ігрової кар'єри. Через травму колишній півзахисник майже не використовувався в перші два роки і лише у сезоні 2008 року став основним гравцем «Мальме», а в наступному сезоні 13 квітня 2009 року став автором першого голу на новій домашній арені «Мальме» «Сведбанк» в грі чемпіонату проти «Ергрюте».
11 липня 2009 року Гарбузі підписав контракт із турецьким клубом «Генчлербірлігі». Він дебютував у чемпіонаті Туреччини 16 серпня 2009 року в гостьовому матчі проти «Анкараспора» (3:0). Спочатку він був основним гравцем, але в 2011 році втратив місце в основі після приходу нового тренера Фуата Чапи. В результаті 20 грудня 2011 року контракт було розірвано за згодою сторін.
У січні 2012 року Гарбузі підписав тримісячний контракт з іншим турецьким клубом, «Манісаспором», за який провів п'ять ігор у чемпіонаті до середини березня. Ближче до кінця сезону його більше не використовували, а клуб пропустив першість за підсумками сезону, а клуб посів передостаннє місце і вилетів з Суперліги, після чого Лабінот покинув команду.
Після цього Гарбузі повернувся до Швеції, де в середині серпня 2012 року підписав контракт до кінця року із командою першого дивізіону Сиріанска". Він не зміг закріпитись в новому клубі і провів лише три гри, виходячи на заміну, і після закінчення контракту в кінці року він залишився без клубу.
У 2013 році він грав у шведському четвертому дивізіоні за клуб «Преспа Бірлік» з міста Мальме, а завершив ігрову кар'єру у малазійській команді «Малакка Юнайтед», за яку виступав протягом 2016 року.

## Виступи за збірні
2001 року дебютував у складі юнацької збірної Швеції (U-17), загалом на юнацькому рівні взяв участь у 25 іграх, відзначившись 6 забитими голами.
Протягом 2006—2009 років залучався до складу молодіжної збірної Швеції. У її складі грав на домашньому молодіжному чемпіонаті Європи 2009 року, де Швеція дійшла до півфіналу. На молодіжному рівні зіграв у 6 офіційних матчах, забив 1 гол.
У 2011 році Гарбузі заявив ЗМІ, що, враховуючи його етнічну приналежність, а також його почуття щодо того, що він албанець, він хотів би бути частиною національної збірної Албанії в майбутньому і з нетерпінням чекає виклику та підтримує зв'язок з Албанською футбольною асоціацією. Тим не менш за албанську команду Гарбузі жодного матчу так і не зіграв.

## Смерть
Помер 11 жовтня 2018 року на 33-му році життя у місті Мальме. За словами його друга та колеги по футболу Павела Цибіцького, з яким він зустрічався напередодні, Гарбузі не виявляв жодних ознак хвороби. Наступного ранку у Гарбузі зупинилося серце, і його батько знайшов його в критичному стані. Після проведення серцево-легеневої реанімації батьками його доставили в лікарню швидкої допомоги, де він згодом помер.